# مديرية بيحان

تعديل مصدري - تعديل

مديرية بيحان هي إحدى مديريات محافظة شبوة في اليمن. بلغ عدد سكانها 48347 نسمة عام 2004.

## أعلام
- محمد علي محسن الأحول